# Kampong Leaeng
Huyện Kampong Leaeng (tiếng Khmer: ស្រុកកំពង់លែង) là một huyện ở tỉnh Kampong Chhnang, miền trung Campuchia.

## Hành chính
Huyện này có 9 xã (khum) và 44 làng (phum).